# Onthophagus arnoldii
Onthophagus arnoldii är en skalbaggsart som beskrevs av Kabakov 1982. Onthophagus arnoldii ingår i släktet Onthophagus och familjen bladhorningar. Inga underarter finns listade i Catalogue of Life.